# Bryce Nze
Bryce Nze (nacido en Waukesha (Wisconsin); 2 de marzo de 1998) es un baloncestista estadounidense con nacionalidad nigeriana que juega en las filas del Hermine Nantes Basket de la LNB Pro B. Con 2,01 metros de estatura, juega en la posición de ala-pívot.

## Trayectoria deportiva
Es un jugador formado en el Arrowhead High School de Hartland (Wisconsin), antes de ingresar en 2016 en la Universidad de Wisconsin-Milwaukee, situada en Milwaukee, Wisconsin, donde juega dos temporadas la NCAA con los Milwaukee Panthers, desde 2016 a 2018.
Tras una temporada en blanco, cambia de universidad e ingresa en la Universidad Butler, situada en Indianápolis, en el estado de Indiana, donde disputa tres temporadas la NCAA con los Butler Bulldogs, desde 2019 a 2022. 
Tras no ser drafteado en 2022, el 21 de noviembre de 2022, firma por el Força Lleida Club Esportiu de Liga LEB Oro.
El 26 de febrero de 2023, finaliza su contrato con el conjunto leridano, tras promediar 13,17 minutos, 3,6 puntos, 4 rebotes y 4,7 de valoración por partido.
El 30 de agosto de 2023, firma por el Hermine Nantes Basket de la LNB Pro B.